# فارا ويليامز
فارا تانيا فرانكي ويليامز ميريت (بالإنجليزية: Fara Williams) (23 يناير 1984) هي لاعبة كرة قدم بريطانية حاصلة على رتبة الإمبراطورية البريطانية تجيد اللعب في مركز وسط الميدان وتلعب حاليا لنادي ريدينغ للسيدات إضافة إلى منتخب إنجلترا لكرة القدم للسيدات. تعتبر فارا من أفضل اللاعبات الإنجليزيات. منذ بداية مسيرتها الاحترافية في 2002 شاركت في ما يفوق ال160 مباراة دولية، من بينها مشاركاتها خلال بطولة أمم أوروبا لكرة القدم للسيدات 2005، 2009، 2013 وبطولة 2017. وكأس العالم لكرة القدم للسيدات 2007، 2011 وكأس العالم 2015. كما شاركت أيضا ضمن منتخب بريطانيا العظمى خلال مسابقة السيدات لكرة القدم في الألعاب الأولمبية الصيفية 2012 بلندن.
مسيرتها مع الأندية بدأت مع تشيلسي كلاعبة ناشئة، ثم انتقلت في 2001 إلى تشارلتون أثليتيك ثم نحو نادي إيفرتون في 2004 وأصبحت قائدة الفريق حيث فازت معه بلقب الدوري الإنجليزي الممتاز موسم 2007 2008، وكأس الاتحاد الإنجليزي في 2010. وبعد 8 سنوات مع النادي انتقلت نحو نادي ليفربول في 2012 وفازت معه بلقب الدوري في 2013 و2014. أما عن المنتخب الوطني فقد انضمت لاتحاد كرة القدم في 2002 كلاعبة ناشئة.

## مشاركاتها الوطنية

### الأهداف الدولية
| رقم الهدف | التاريخ        | الخصم            | النتيجة | المنافسة                             | ترتيب الهدف |
| --------- | -------------- | ---------------- | ------- | ------------------------------------ | ----------- |
| 1         | 2 فبراير 2002  | البرتغال         | 3–0     | تصفيات كأس العالم للسيدات 2003       | 1           |
| 2         | 6 مارس 2002    | إسكتلندا         | 4–1     | كأس الغارفي                          | 1           |
| 3         | 14 نوفمبر 2003 | إسكتلندا         | 5–0     | مباراة ودية                          | 1           |
| 4         | 14 مايو 2004   | آيسلندا          | 1–0     | مباراة ودية                          | 1           |
| 5         | 19 أغسطس 2004  | روسيا            | 1–2     | مباراة ودية                          | 1           |
| 6         | 17 فبراير 2005 | إيطاليا          | 4–1     | مباراة ودية                          | 1           |
| 8         | 13 مارس 2005   | المكسيك          | 5–0     | كأس الغارفي                          | 2           |
| 9         | 8 يونيو 2005   | الدنمارك         | 1–2     | بطولة أمم أوروبا للسيدات 2005        | 1           |
| 10        | 1 سبتمبر 2005  | النمسا           | 4–1     | تصفيات كأس العالم للسيدات 2007       | 1           |
| 12        | 27 أكتوبر 2005 | المجر            | 13–0    | تصفيات كأس العالم للسيدات 2007       | 2           |
| 13        | 17 نوفمبر 2005 | هولندا           | 1–0     | تصفيات كأس العالم للسيدات 2007       | 1           |
| 14        | 20 أبريل 2006  | النمسا           | 4–0     | تصفيات كأس العالم للسيدات 2007       | 1           |
| 15        | 11 مارس 2007   | إسكتلندا         | 1–0     | مباراة ودية                          | 1           |
| 16        | 17 سبتمبر 2007 | الأرجنتين        | 6–1     | كأس العالم للسيدات 2007              | 1           |
| 17        | 14 فبراير 2008 | النرويج          | 2–1     | مباراة ودية                          | 1           |
| 18        | 6 مارس 2008    | أيرلندا الشمالية | 2–0     | تصفيات بطولة أمم أوروبا للسيدات 2009 | 1           |
| 21        | 8 مايو 2008    | بيلاروس          | 6–1     | تصفيات بطولة أمم أوروبا للسيدات 2009 | 3           |
| 22        | 5 مارس 2009    | جنوب إفريقيا     | 6–0     | كأس قبرص 2009                        | 1           |
| 23        | 12 مارس 2009   | كندا             | 3–1     | كأس قبرص 2009                        | 1           |
| 25        | 23 أبريل 2009  | النرويج          | 3–0     | مباراة ودية                          | 2           |
| 26        | 25 أغسطس 2009  | إيطاليا          | 1–2     | بطولة أمم أوروبا للسيدات 2009        | 1           |
| 27        | 3 سبتمبر 2009  | فنلندا           | 3–2     | بطولة أمم أوروبا للسيدات 2009        | 1           |
| 30        | 25 أكتوبر 2009 | مالطا            | 8–0     | تصفيات بطولة أمم أوروبا للسيدات 2011 | 3           |
| 32        | 20 مايو 2010   | مالطا            | 4–0     | تصفيات بطولة أمم أوروبا للسيدات 2011 | 2           |
| 33        | 12 سبتمبر 2010 | سويسرا           | 2–0     | تصفيات بطولة أمم أوروبا للسيدات 2011 | 1           |
| 34        | 16 سبتمبر 2010 | سويسرا           | 3–2     | تصفيات بطولة أمم أوروبا للسيدات 2011 | 1           |
| 35        | 27 يونيو 2011  | المكسيك          | 1–1     | تصفيات بطولة أمم أوروبا للسيدات 2011 | 1           |
| 36        | 1 مارس 2012    | سويسرا           | 1–0     | كأس قبرص 2012                        | 1           |
| 37        | 31 أكتوبر 2013 | تركيا            | 4–0     | تصفيات كأس العالم للسيدات 2015       | 1           |
| 38        | 17 يونيو 2015  | كولومبيا         | 2–1     | تصفيات كأس العالم للسيدات 2015       | 1           |
| 39        | 1 يوليو 2015   | اليابان          | 1–2     | تصفيات كأس العالم للسيدات 2015       | 1           |
| 40        | 4 يوليو 2015   | ألمانيا          | 1–0     | تصفيات كأس العالم للسيدات 2015       | 1           |

### مع منتخب بريطانيا
شاركت ضمن منتخب بريطانيا العظمى خلال مسابقة السيدات لكرة القدم في الألعاب الأولمبية الصيفية 2012 بلندن.

## ألقابها

### مع الأندية

#### مع تشارلتون أثليتيك
- كأس الدوري الإنجليزي الممتاز للسيدات 2003–04

#### مع إيفرتون
- الدوري الإنجليزي الممتاز للسيدات 2007–08
- كأس الاتحاد الإنجليزي 2009–10

#### مع ليفربول
- الدوري الإنجليزي الممتاز للسيدات 2013
- الدوري الإنجليزي الممتاز للسيدات 2014

#### مع آرسنال
- كأس الاتحاد الإنجليزي 2015–16

### مع المنتخب
- كأس قبرص 2009
- كأس قبرص 2013
- كأس قبرص 2015

## حياتها الخاصة
عاشت فارا كمتشردة لمدة 6 سنوات، وذلك خلال فترة من مسيرتها الكروية. عملت بعدها كمدربة حركة في اتحاد كرة القدم، وشارك خلال بطولة العالم للمتشردين ضمن فريق إنجلترا. في 2016 حصلت على رتبة الإمبراطورية البريطانية من درجة عضو (MBE)، وذلك خلال التتويجات الملكية لشخصيات العام 2016. حيث حصلت على الرتبة تقديرا لمساهماتها في كرة القدم النسائية.
في 29 ديسمبر 2015 أعلنت عن زواجها المثلي من إيمي كين زميلتها في المنتخب. وقد انتهى هذا الزواج بفترة قصيرة بعدها. وقد صرحت فارا بأنها تدعم وتشجع فريق تشيلسي.

## وصلات خارجية
- فارا ويليامز على موقع الاتحاد الدولي (مؤرشف)  (الإنجليزية)
- فارا ويليامز على موقع الاتحاد الأوربي (الإنجليزية)
- فارا ويليامز على موقع قاعدة بيانات كرة القدم.إي يو (الإنجليزية)
- فارا ويليامز على موقع Soccerway.com (الإنجليزية)
- فارا ويليامز على موقع أوليمبيديا (الإنجليزية)
- فارا ويليامز على موقع اللجنة الأولمبية البريطانية (الإنجليزية)

- فارا ويليامز على موقع الاتحاد الإنجليزي.
- فارا ويليامز على موقع الفيفا.